# Aspis Liv
Aspis Liv Försäkrings AB är ett svenskt försäkringsbolag med cirka 150 000 försäkringskunder som 26 november 2009 blev av med sitt tillstånd att bedriva försäkringsrörelse.

## Historik
Företaget Aspis Liv Försäkrings AB registrerades som svenskt försäkringsaktiebolag 14 juni 2004. Försärkingsverksamhet under namnet Aspia hade sedan 1998 bedrivits i Sverige i form av en filial till det grekiska företaget Aspis Pronia General Insurance Company S. A. Detta företag hade en bakgrund i det Aspis Pronia som grundades 1945 i Aten. Namnet Aspis kommer från det grekiska ordet för sköld.

## Indraget tillstånd
I oktober 2009 konstaterade Finansinspektionen att Aspis Liv saknade de tillgångar som krävdes för att det skulle kunna leva upp till sina försäkringsåtaganden och därför inleddes en närmare granskning av företaget. Aspis Liv verkade sakna kontroll över sina tillgångar och det saknade beloppet uppskattades till 300 miljoner kronor. Den 10 november 2009 begärde Finansinspektionen att Aspis Liv två dagar senare skulle inkomma med en plan för att säkerställa bolagets kontroll över sina tillgångar. En plan inkom också, men den innehöll oklarheter, som i ett första skede ledde till att Finansinspektionen den 12 november 2009 beslutade att Aspis Liv inte fick teckna försäkringsavtal med nya kunder och inte heller längre förfoga över sina tillgångar i Sverige. Dess åtgärder syftade till att skydda befintliga försäkringstagare.
Enligt Aspis Livs inlämnade plan skulle kapitalbasen vara återställd den 25 november. Finansinspektionens fortsatta granskning visade emellertid, att huvuddelen av bolagets tillgångar var pantsatta utomlands och därmed inte kontrollerades av Aspis Liv, vilket innebar att åtagandet inte hade uppfyllts. Samtidigt uppdagades flera andra brister i bolagets skötsel. Finansinspektionen drog därför in Aspis Livs koncession den 26 november. Detta var första gången som Finansinspektionen fattade ett sådant beslut rörande ett försäkringsbolag. Konsekvensen av ett indraget tillstånd är att bolaget skall likvideras. I ett första skede tog Finansinspektionen kontroll över driften av företaget i avvaktan på att en likvidator skulle utses av tingsrätten.
När tillståndet drogs in övervägde Finansinspektionen också att koppla in Ekobrottsmyndigheten på grund av de oegentligheter som man hade upptäckt.
Finansinspektionen meddelade även, att då tillståndet drogs in, det inte var någon akut fara för befintliga försäkringstagare i Aspis Liv, eftersom bolagets kassa beräknades räcka till förväntade utbetalningar cirka ett år framåt.

## Konkurs
I maj 2018 förklarades Aspis i konkurs av Norrköpings tingsrätt

## Ägarförhållanden
Då tillståndet drogs in hade Aspis Liv tre ägare, två grekiska företag och en grekisk privatperson som även äger de två företagen. När Aspis Livs tillstånd drogs in var denne person belagd med reseförbud av grekiska myndigheter och stod under åtal för förfalskning, samtidigt som ett av de företag som äger Aspis Liv, Aspis Pronia, hade tvångsaavvecklats 21 september 2009.